# Banheiro neutro

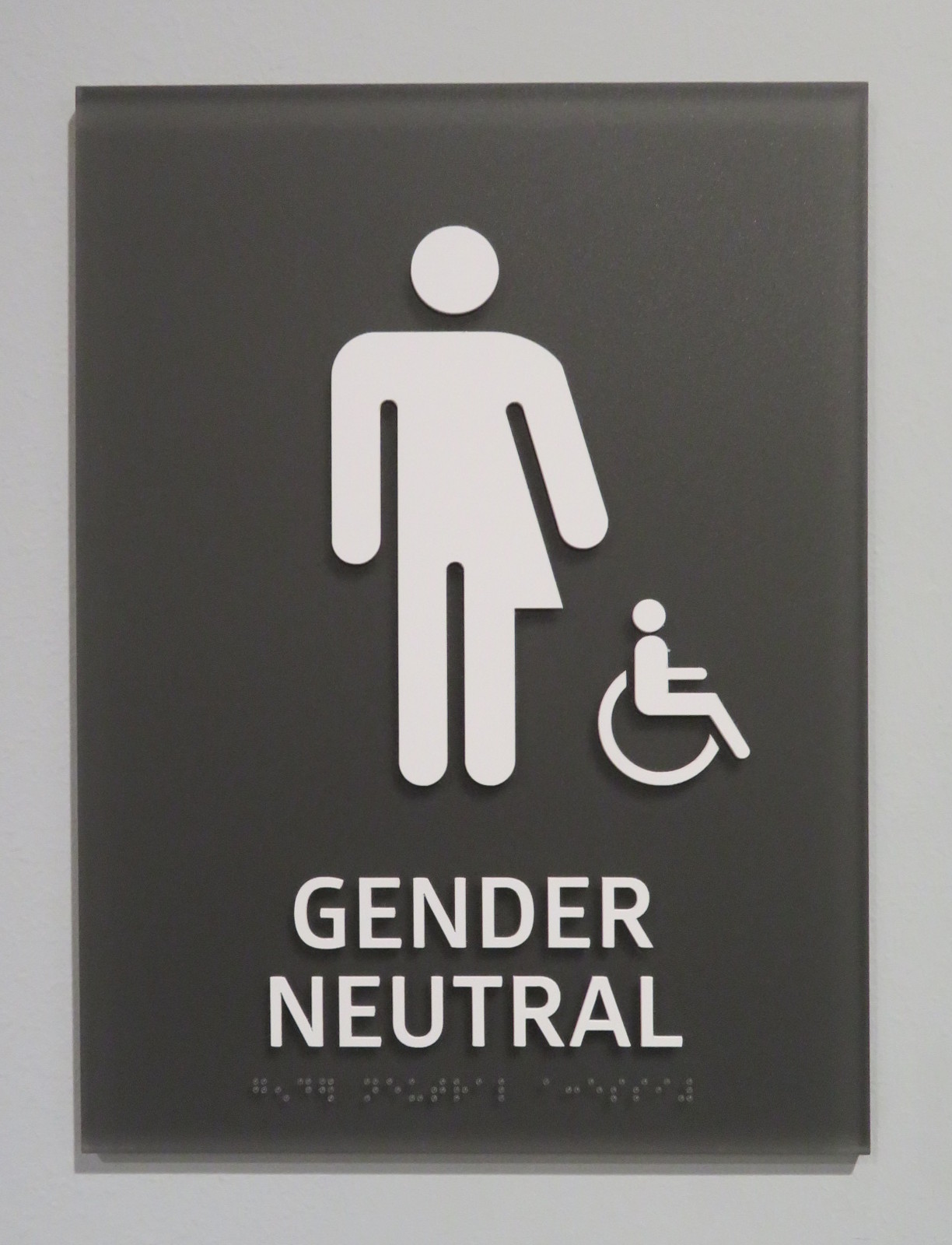
Placa indicativa de um banheiro unissex

Um banheiro unissex, multigênero ou neutro é um banheiro de uso coletivo que não é destinado a um público específico, sendo caracterizado seu uso por qualquer indivíduo, independente de sua identidade de gênero.

## Exemplos no mundo
- Em 2012, a Universidade Nacional de La Plata (UNLP), na Argentina, informou que todos seus banheiros seriam neste modelo.[2]
- Em 2016, Bill de Blasio, prefeito de Nova Iorque, aprovou uma lei onde banheiros individuais deveriam ser obrigatoriamente unissex.[3]
- Em 2017, foi criado um tipo de banheiro unissex na Pontifícia Universidade Católica de São Paulo (PUC-SP). Neste mesmo ano, a Secretaria de Estado da Educação permitiu o uso de banheiros de acordo com a identidade de gênero dos alunos.[4]
- Em 2022 o vereador de Araçatuba Lucas Zanatta propôs a proibição de banheiros multigêneros no município de Araçatuba. Todavia, o parecer jurídico da Procuradoria da Câmara de Araçatuba informou ser inconstitucional o projeto de lei.[5]A Casa seguiu a Procuradoria e arquivou o projeto de lei.[6]
- Ainda em 2022, em Bauru, o McDonald's inseriu placas numa de suas lojas indicando a utilização do banheiro por  homens, mulheres ou pessoas que não se identificam com esses gêneros. Porém necessitou desfazer o procedimento pois a prefeitura municipal de Bauru notificou informando que a rede de fast food estaria descumprindo o código sanitário da cidade.[7]